# Paralebedella shimonii
Paralebedella shimonii is een vlinder uit de familie van de Metarbelidae. De wetenschappelijke naam van deze soort is voor het eerst gepubliceerd in 2009 door Ingo Lehmann.
De soort komt voor in Zuidoost-Kenia.